# Reflets du temps passé
Reflets du temps passé est un court métrage français de Marcel Leray réalisé en 1964.

## Fiche technique
- Titre : Reflets du temps passé
- Réalisation : Marcel Leray
- Année : 1964
- Genre : Court-métrage
- Son : Monophonique
- Pays :  France
- Durée : 30 min

## Distribution
- Bourvil : lui-même
- Annie Cordy
- Maurice Chevalier